# Médaille Perkin
La médaille Perkin est un prix décerné chaque année par la section américaine  de la Society of Chemical Industry à un ou une scientifique résidant aux États-Unis pour une innovation en chimie appliquée conduisant à un développement commercial. Elle est considérée comme la plus haute distinction accordée dans l'industrie chimique américaine.
La Médaille Perkin a été décernée la première fois en 1906 pour célébrer le 50e anniversaire de la découverte de la mauvéine, premier colorant synthétique, lequel a été obtenu par William Henry Perkin, un chimiste anglais. Le prix lui fut décerné en 1906 à l'occasion de sa visite aux États-Unis, l'année avant sa mort. Depuis 1908, la médaille Perkin a été décernée chaque année.

## Récipiendaires
- 1906 William Henry Perkin
- 1908 John Brown Francis Herreshoff (en)
- 1909 Arno Behr
- 1910 Edward G. Acheson
- 1911 Charles M. Hall
- 1912 Hermann Frasch
- 1913 James Gayley (en)
- 1914 John W. Hyatt
- 1915 Edward Weston (chimiste)
- 1916 Leo H. Baekeland
- 1917 Ernst Twitchell
- 1918 Auguste J. Rossi
- 1919 Frederick G. Cottrell
- 1920 Charles F. Chandler (en)
- 1921 Willis R. Whitney (en)
- 1922 William M. Burton
- 1923 Milton C. Whitaker (en)
- 1924 Frederick Mark Becket
- 1925 Hugh K. Moore
- 1926 Richard B. Moore
- 1927 John E. Teeple (en)
- 1928 Irving Langmuir
- 1929 Eugene C. Sullivan
- 1930 Herbert Henry Dow
- 1931 Arthur Dehon Little (en)
- 1932 Charles Frederick Burgess (en)
- 1933 George Oenslager (en)
- 1934 Colin G. Fink
- 1935 George O. Curme Jr.
- 1936 Warren K. Lewis
- 1937 Thomas Midgley, Jr.
- 1938 Frank J. Tone
- 1939 Walter S. Landis
- 1940 Charles Stine
- 1941 John V. N. Dorr (en)
- 1942 Martin Ittner (en)
- 1943 Robert E. Wilson
- 1944 Gaston F. Dubois
- 1945 Elmer Keiser Bolton (en)
- 1946 Francis C. Frary
- 1947 Robert R. Williams
- 1948 Clarence W. Balke
- 1949 Carl S. Miner
- 1950 Eger V. Murphree
- 1951 Henry Howard
- 1952 Robert M. Burns
- 1953 Charles Allen Thomas (en)
- 1954 Roger Adams
- 1955 Roger Williams
- 1956 Edgar C. Britton
- 1957 Glenn T. Seaborg
- 1958 William J. Kroll
- 1959 Eugene J. Houdry
- 1960 Karl August Folkers
- 1961 Carl F. Prutton (en)
- 1962 Eugene G. Rochow (en)
- 1963 William O. Baker
- 1964 William J. Sparks
- 1965 Carl Shipp Marvel (en)
- 1966 Manson Benedict (en)
- 1967 Vladimir Haensel (en)
- 1968 Henry B. Hass
- 1969 Robert W. Cairns (en)
- 1970 Milton Harris (en)
- 1971 James Franklin Hyde (en)
- 1972 Robert Burns MacMullin
- 1973 Theodore L. Cairns (en)
- 1974 Edwin H. Land
- 1975 Carl Djerassi
- 1976 Lewis Hastings Sarett
- 1977 Paul J. Flory
- 1978 Donald Othmer (en)
- 1979 James D. Idol Jr.
- 1980 Herman Mark
- 1981 Ralph Landau (en)
- 1982 Herbert C. Brown
- 1983 N. Bruce Hannay (en)
- 1984 John H. Sinfelt (en)
- 1985 Paul B. Weisz (en)
- 1986 Peter Regna
- 1987 J. Paul Hogan and Robert Banks
- 1988 James F. Roth
- 1989 Frederick J. Karol
- 1990 John E. Franz (en)
- 1991 Miguel Ondetti (en)
- 1992 Edith M. Flanigen
- 1993 Lubomyr Romankiw (en)
- 1994 Marinus Los
- 1995 Delbert H. Meyer
- 1996 Marion D. Francis
- 1997 Stephanie Kwolek
- 1998 David R. Bryant (en)
- 1999 Albert A. Carr
- 2000 Norman N. Li (en)
- 2001 Elsa Reichmanis
- 2002 Paul S. Anderson
- 2003 William H. Joyce
- 2004 Gordon Moore
- 2005 Robert W. Gore (en)
- 2006 James C. Stevens (en)
- 2007 Herbert Boyer
- 2008 Ian Shankland
- 2009 Richard Bruce Silverman (en)
- 2010 Ronald Breslow
- 2011 Rodney H. Banks (en)
- 2012 Robert S. Langer[1],[2]
- 2013 Bruce Roth (en)
- 2014 John C. Warner (en)[3]
- 2015 Cynthia A. Maryanoff[4]
- 2016 Peter Trefonas (en)[5]
- 2017 Ann E. Weber[6]
- 2018 Barbara Haviland Minor
- 2019 Chad Mirkin
- 2020 Jane Frommer
- 2022 Dennis Liotta (en)
- 2023 Frances Arnold